# Agnacja
Agnacja (łac. agnatio, od agnatus, natus: urodzony) – rodzaj pokrewieństwa w rzymskim prawie rodzinnym wynikającego ze wspólnego podlegania patriae potestatis (władzy ojcowskiej), w przeciwieństwie do kognacji, która opierała się na (wszystkich) więzach krwi. Pod władzę zwierzchnika rodziny wchodziło się w sposób naturalny (przez urodzenie) albo na podstawie aktu prawnego (przysposobienie dziecka, arrogację, wejście żony pod władzę męża, legitymacja dziecka). Agnatio powstawała wyłącznie w linii męskiej, ale do agnatów zaliczano zarówno mężczyzn, jak i kobiety.
Współcześnie agnacja to pokrewieństwo w linii męskiej, tj. poprzez wstępnych męskich noszących to samo nazwisko. Agnat (l. mn. agnaci; także krewny agnacyjny) to dla danej osoby jej krewny w linii męskiej, tj. od strony ojca. Pojęcia te obejmują także pokrewieństwo prawne wynikające z adopcji i małżeństwa.